# Temporada 2006 del Campeonato de España de Rally
La temporada 2006 fue la edición 50.º del Campeonato de España de Rally. Comenzó el 11 de marzo en el Rally La Vila Joiosa y terminó el 21 de octubre en el Rally Costa Brava. El ganador fue Dani Solá, primera vez en ganar el certamen, a bordo de un Citroën C2 S1600 y copilotado por Xavi Amigo, ganando cinco de las diez pruebas puntuables.

## Calendario
| N.º | Fecha               | Rally                                    | Resultados |
| --- | ------------------- | ---------------------------------------- | ---------- |
| 1   | 10-11 de marzo      | 16.º Rallye la Vila Joiosa               | Resultados |
| 2   | 28-29 de abril      | 30.º Rally de Canarias - El Corte Inglés | Resultados |
| 3   | 19-20 de mayo       | 28.º Rally Cantabria Infinita            | Resultados |
| 4   | 2-3 de junio        | 42.º Rallye Rías Baixas Redcom           | Resultados |
| 5   | 23-25 de junio      | 39.º Rally de Ourense                    | Resultados |
| 6   | 7-9 de julio        | 30.º Rallye de Avilés                    | Resultados |
| 7   | 8-10 de septiembre  | 43.º Rallye Príncipe de Asturias         | Resultados |
| 8   | 23-24 de septiembre | 37.º Rallye de Ferrol                    | Resultados |
| 9   | 6-7 de octubre      | 30.º Rallye Villa de Llanes              | Resultados |
| 10  | 20-21 de octubre    | 54.º Rally Costa Brava                   | Resultados |

## Equipos
| Equipo                    | Vehículo                       | Piloto               | Copiloto             | Rondas            |
| Equipos oficiales         | Equipos oficiales              | Equipos oficiales    | Equipos oficiales    | Equipos oficiales |
| ------------------------- | ------------------------------ | -------------------- | -------------------- | ----------------- |
| Peugeot Sport España      | Peugeot 206 S1600              | Alberto Hevia        | Alberto Iglesias Pin | 1-4, 7-10         |
| Peugeot Sport España      | Peugeot 206 S1600              | Enrique García Ojeda | Jordi Barrabés       | 3                 |
| Red Concesionarios Fiat   | Fiat Abarth Grande Punto S2000 | Marcelino Hevia      | Agustín Ramos        | 3, 5-9            |
| Equipos privados          |                                |                      |                      |                   |
| Auto-Laca Competición     | Citroën C2 S1600               | Dani Solà            | Xavi Amigo           | 1-10              |
| IMEX Laca Competición     | Renault Clio S1600             | Miguel Ángel Fuster  | José Vicente Medina  | 1-9               |
| IMEX Laca Competición     | Renault Clio S1600             | Manuel Rueda         | Borja Rozada         | 1-10              |
| Escudería Ourense         | Renault Clio S1600             | Sergio Vallejo       | Diego Vallejo        | 1-10              |
| Escudería AR Vidal Racing | Mitsubishi Lancer Evo IX       | Pedro Burgo          | Marcos Burgo         | 1, 3-6            |
| Escudería A. Ferrol       | Mitsubishi Lancer Evo IX       | Pedro Burgo          | Marcos Burgo         | 7-10              |

## Resultados

### Campeonato de pilotos
| Pos.   | Piloto                       | VLJ | CNR | CAN | RBX | ORN | AVI | PRA | FRR | VLL | CBR | Puntos |
| ------ | ---------------------------- | --- | --- | --- | --- | --- | --- | --- | --- | --- | --- | ------ |
| 1.     | Dani Solà                    | 1   | 2   | 3   | 3   | 2   | 1   | 1   | 5   | 1   | 1   | 125    |
| 2.     | Miguel Ángel Fuster          | 2   | 1   | 4   | 1   | 1   | 3   | 2   | 4   | Ret |     | 95     |
| 3.     | Sergio Vallejo               | 4   | 3   | 5   | 4   | 3   | 2   | Ret | 2   | 2   | Ret | 78     |
| 4.     | Alberto Hevia                | 6   | Ret | 2   | Ret |     |     | 3   | 6   | 3   | 2   | 54     |
| 5.     | Pedro Burgo                  | 8   |     | 6   | Ret | Ret | 11  | 6   | 1   | 4   | 4   | 44     |
| 6.     | Jorge González «Rantur»      |     |     | 7   | 5   | 4   |     | 7   | 3   | 6   | 7   | 43     |
| 7.     | Manuel Rueda                 | 5   | Ret | 8   | 2   | 6   | 6   | Ret | Ret | 5   | Ret | 37     |
| 8.     | Marcelino Hevia              |     |     | 9   |     | 7   | 5   | 4   | Ret | Ret |     | 20     |
| 9.     | Francisco José Suárez Medina |     | 4   | Ret | 14  | 8   |     | 9   | 8   | 12  | 8   | 19     |
| 10.    | Sergio López Fombona         | Ret |     | Ret |     |     | 4   | 5   |     | 7   |     | 18     |
| 11.    | Enrique García Ojeda         |     |     | 1   |     |     |     |     |     |     |     | 15     |
| 12.    | Santiago Concepción          |     |     |     | 8   | 5   | 7   |     |     |     |     | 13     |
| 13.    | Víctor Javier Delgado Febles |     | 5   |     |     | 9   | 8   |     |     |     |     | 11     |
| 14.    | Josep María Membrado         |     |     |     |     |     |     |     |     |     | 3   | 10     |
| 15.    | Joan Vinyes                  | 3   |     |     | Ret |     |     |     |     |     |     | 10     |
| Fuente |                              |     |     |     |     |     |     |     |     |     |     |        |

### Campeonato de marcas
| Pos. | Piloto     | Puntos |
| ---- | ---------- | ------ |
| 1.   | Mitsubishi | 626    |
| 2.   | Renault    | 511    |
| 3.   | Citroën    | 428    |
| 4.   | Peugeot    | 302    |
| 5.   | Subaru     | 65     |
| 6.   | SEAT       | 24     |

### Copa de copilotos
| Pos. | Copiloto            | Puntos |
| ---- | ------------------- | ------ |
| 1.   | Xavi Amigo          | 99     |
| 2.   | José Vicente Medina | 87     |
| 3.   | Diego Vallejo       | 72     |
| 4.   | Alberto Iglesias    | 54     |
| 5.   | Marcos Burgo        | 44     |
| 6.   | Alejandro Cid       | 39     |
| 7.   | Borja Hernández     | 37     |
| 8.   | Mario J. Quintero   | 19     |
| 9.   | Juan Carlos Dorado  | 18     |
| 10.  | Jorge Gonzáñez      | 16     |

### Copa de grupo N
| Pos. | Piloto                       | Puntos |
| ---- | ---------------------------- | ------ |
| 1.   | Pedro Burgo                  | 89     |
| 2.   | Jorge A. González            | 84     |
| 3.   | Francisco José Suárez Medina | 56     |
| 4.   | Sergio López-Fombona         | 40     |
| 5.   | Antonio C. Garrido           | 37     |
| 6.   | Santiago Concepción          | 34     |
| 7.   | Víctor J. Delgado            | 30     |
| 8.   | David Colldecarrera          | 18     |
| 9.   | Sergio Pérez                 | 16     |
| 10.  | Álvaro Muñiz                 | 16     |

### Copa de escuderías
| Pos. | Escudería                    | Puntos |
| ---- | ---------------------------- | ------ |
| 1.   | Escudería Ourense            | 109    |
| 2.   | A.C. Principado Asturias     | 90     |
| 3.   | Escudería Ferrol             | 54     |
| 4.   | Escudería Daute Realejos     | 48     |
| 5.   | Escudería Rías Baixas        | 46     |
| 6.   | Escudería Valle de Aridane   | 28     |
| 7.   | Escudería. A.R. Vidal Racing | 26     |
| 8.   | E.M.R. Competición           | 23     |
| 9.   | Teide R.A.C. Tenerife        | 22     |
| 10.  | Moto Club Igualada           | 22     |

### Trofeo júnior
| Pos. | Piloto         | Puntos |
| ---- | -------------- | ------ |
| 1.   | Francisco Cima | 85     |
| 2.   | Yeray Lemes    | 66     |
| 3.   | Víctor Senra   | 40     |
| 4.   | Aingeru Castro | 27     |
| 5.   | Xabier Lujua   | 15     |